# Nicola Cabibbo
Pour les articles homonymes, voir Cabibbo.
Nicola Cabibbo (né le 10 avril 1935 à Rome et mort le 16 août 2010 dans la même ville) est un physicien italien.

## Biographie
Nicola Cabibbo est principalement connu pour ses travaux sur l'interaction faible, et notamment pour l'invention de la matrice CKM. Il est président de l'Institut national de physique nucléaire (en Italie) de 1983 à 1992, et préside l'Académie pontificale des sciences d'avril 1993 à mai 2010, quelques mois avant sa mort.

## Honneurs
En 1989, Nicola Cabibbo remporte le prix Sakurai décerné par la Société américaine de physique.
Il obtient la médaille Dirac en 2010.
L'astéroïde (31431) Cabibbo porte son nom.